# Pashons
Pashons (in copto: Ⲡⲁϣⲟⲛⲥ, [paˈʃons]), conosciuto anche come Pachon (in greco: Παχών, Pakhṓn) e Bachans (in arabo: بشنس), è il nono mese dei calendari egizio e copto. Nel calendario Gregoriano, Pashons corrisponde al periodo che va dal 9 maggio al 7 giugno.
Nell'antico Egitto, il mese di Parmouti era anche il primo mese della stagione dello Shemu ("calore" o "raccolta"), il periodo in cui gli egiziani mietono i campi.

## Nome
Il nome del mese di Pashons deriva dal nome della divinità egiziana Khonsu, ossia "Viaggiatore", dio della luna, del tempo e della conoscenza, nonché parte della triade tebana assieme ad Amon e Mut, di cui era considerato il figlio.

Il nome in lingua egizia era: 
| G40 | G1 | N35 | Aa1 · N35 · O34 | M23 | G43 |

 (P3-n-ḫnsw)

## Sinassario copto del mese di Pashons
Di seguito il sinassario del mese:
| Copto     | Giuliano  | Gregoriano | Commemorazioni |
| --------- | --------- | ---------- | --- |
| Pashons 1 | Aprile 26 | Maggio 9   | - Natività della Santa Vergine Maria, madre di Dio (Theotókos). |
| 2         | 27        | 10         | - Morte di Giobbe. - Morte di San Teodoro, discepolo di San Pacomio. - Martirio di San Filoteo. - Incoronazione di San Cirillo VI, centosedicesimo Papa di Alessandria. |
| 3         | 28        | 11         | - Morte di San Giasone, uno dei settanta discepoli. - Martirio di Sant'Otimo, sacerdote. - Morte di San Gabriele IV, ottantaseiesimo Papa di Alessandria. |
| 4         | 29        | 12         | - Morte di San Giovanni I, ventinovesimo Papa di Alessandria. - Morte di San Giovanni V, settantaduesimo Papa di Alessandria. |
| 5         | 30        | 13         | - Martirio del profeta Geremia. |
| 6         | Maggio 1  | 14         | - Martirio di Sant'Isacco di Dafra. - Morte di San Macario di Alessandria. - Morte di San Pafnute di El-Bandarah. |
| 7         | 2         | 15         | - Morte di Sant'Atanasio, ventesimo Papa di Alessandria. - Natività di San Shinuda. |
| 8         | 3         | 16         | - Ascensione al cielo del Signore. - Martirio di san Giovanni di Senhout. - Morte di San Daniele, arciprete di Scetes. - Morte di Menassa Youhanna. |
| 9         | 4         | 17         | - Morte di San Giovanni XI, ottantanovesimo Papa di Alessandria. - Morte di San Gabriele VIII, novantasettesimo Papa di Alessandria. |
| 10        | 5         | 18         | - Morte di tre giovani in una fornace: Azaria, Anania e Misaele. |
| 11        | 6         | 19         | - Martirio di Santa Teoclia, moglie di San Giusto. - Morte di San Pafnutio, vescovo. - Commemorazione di San Nicomio. |
| 12        | 7         | 20         | - Appearazione di una croce di luce sopra il Calvario nel 351. - Commemorazione dell'arcangelo Michele. - Trasferimento delle reliquie di San Giovanni Crisostomo da Comana Pontica a Costantinopoli. - Consacrazione delle chiesa di Santa Demiana. - Morte di San Marco VII, centoseiesimo Papa di Alessandria. - Martirio di Master Malati. |
| 13        | 8         | 21         | - Morte di Sant'Arsenio, tutore di Arcadio e Onorio, figli dell'imperatore Teodosio I. |
| 14        | 9         | 22         | - Morte di San Pacomio, padre del cenobitismo. - Martirio di Sant'Epimaco di Pelusio. |
| 15        | 10        | 23         | - Martirio di San Simone il Cananeo. - Martirio di quattrocento santi a Dendera. - Commemorazione di San Mina, diacono. |
| 16        | 11        | 24         | - Commemorazione di San Giovanni, apostolo ed evangelista. |
| 17        | 12        | 25         | - Morte di Sant'Epifanio, vescovo di Cipro. |
| 18        | 13        | 26         | - Commemorazione della Festa di Pentecoste. - Morte di San Giorgio (Ga'orgi), amico di Sant'Abramo di Scetes - Consacrazione della chiesa di San Paolo ad Alessandria. - Commemorazione di San Shinuda. - Martirio di uomini, donne e bambini sulla strada del monastero di San Samuele.                                                       |
| 19        | 14        | 27         | - Morte di Sant'Isacco al-Qulali. - Martirio di Sant'Isidoro di Antiochia. |
| 20        | 15        | 28         | - Morte di Sant'Ammonio, eremita. |
| 21        | 16        | 29         | - Commemorazione della Santa Vergine Maria, madre di Dio (Theotókos). - Morte di San Martiniano di Cesarea. |
| 22        | 17        | 30         | - Morte di Sant'Andronico, uno dei settanta discepoli. |
| 23        | 18        | 31         | - Morte di San Junia, uno dei settanta discepoli. - Martirio di San Giuliano e di sua madre. |
| 24        | 19        | Giugno 1   | - Arrivo di Gesù Cristo in Egitto. - Morte del profeta Abacuc. - Martirio di San Bashnouna, monaco. |
| 25        | 20        | 2          | - Martirio di San Colluto di Antinopoli. - Martirio di San Iruta. - Morte di Ibrahim El-Gohary. |
| 26        | 21        | 3          | - Martirio di San Tommaso, apostolo. |
| 27        | 22        | 4          | - Morte di San Giovanni II, trentesimo Papa di Alessandria. - Morte di Lazzaro, amato dal Signore. |
| 28        | 23        | 5          | - Trasferimento delle reliquie di Sant'Epifanio, vescovo di Cipro. |
| 29        | 24        | 6          | - Morte di San Simeone lo stilita. |
| 30        | 25        | 7          | - Morte di San Fortunato, uno dei settanta discepoli. - Morte di San Michele IV, sessantottesimo Papa di Alessandria. - Commemorazione di San Dumadio e di San Simone il piccolo. |